# Мала Єлховка
Мала Єлхо́вка (рос. Малая Елховка, ерз. Малая Елховка) — присілок у складі Лямбірського району Мордовії, Росія. Входить до складу Великоєлховського сільського поселення.

## Населення
Населення — 112 осіб (2010; 76 у 2002).
Національний склад (станом на 2002 рік):
- росіяни — 92 %